# Aquarius (série de televisão)
Aquarius é uma série de televisão estadunidense criada por John McNamara, transmitida pela NBC desde 28 de maio de 2015.

## Enredo
Em 1967, detetive da polícia Sam Hodiak (David Duchovny) de Los Angeles é ajudado em um caso de pessoa desaparecida por policial disfarçado Brian Shafe (Grey Damon), que se comporta como um hippie e se encaixa com as pessoas que estão sendo questionados. Sem o conhecimento deles, a investigação vai levá-los para Charles Manson (Gethin Anthony).

## Elenco

### Elenco principal
- David Duchovny como Sam Hodiak
- Gethin Anthony como Charles Manson
- Grey Damon como Brian Shafe
- Emma Dumont como Emma Karn
- Claire Holt como Charmain Tully
- Michaela McManus como Grace Karn
- Brían F. O'Byrne como Ken Karn

### Elenco recorrente
- Abby Miller como Mary Brunner
- Tara Lynne Barr como Katie
- Gaius Charles como Bunchy Carter
- Chance Kelly como Ed Cutler
- David Meunier como Roy
- Chris Sheffield como Ben Hodiak
- Leah Bateman como Dee Dee

## Episódios
| Nº   | Título                                           | Exibição original   |
| ---- | ------------------------------------------------ | ------------------- |
| 1x01 | "Everybody's Been Burned"                        | 28 de maio de 2015  |
| 1x02 | "The Hunter Gets Captured By The Game"           | 28 de maio de 2015  |
| 1x03 | "Never Say Never To Always"                      | 4 de junho de 2015  |
| 1x04 | "Home Is Where You're Happy"                     | 11 de junho de 2015 |
| 1x05 | "A Change Is Gonna Come"                         | 18 de junho de 2015 |
| 1x06 | "A Whiter Shade of Pale"                         | 25 de junho de 2015 |
| 1x07 | "Cease to Resist"                                | ASA                 |
| 1x08 | "Sick City"                                      | ASA                 |
| 1x09 | "Why?"                                           | ASA                 |
| 1x10 | "It's Alright Ma (I'm Only Bleeding)"            | ASA                 |
| 1x11 | "Your Mother Should Know"                        | ASA                 |
| 1x12 | "(Please Let Me Love You and) It Won't Be Wrong" | ASA                 |
| 1x13 | "Old Ego Is a Too Much Thing"                    | ASA                 |

## Produção
Em 29 de abril de 2015, NBC anunciou que a série imediatamente após a transmissão da estréia, que vai lançar todos os 13 episódios de Aquarius em seu site, o aplicativo móvel NBC, e outras plataformas de video-on-demand para um período de quatro semanas. Os episódios também seram televisionado em seu intervalo de tempo normal.